# Thyridia repens
Thyridia repens – gatunek roślin z rodziny Phrymaceae z monotypowego rodzaju Thyridia. Zasięg taksonu obejmuje Australię i Nową Zelandię. Roślina wilgotnych, słonych siedlisk zalewanych okresowo podczas wezbrań i przypływów na wybrzeżu.

## Morfologia
PokrójTworząca maty bylina o nieco gruboszowatych i nagich pędach, płożących się i korzeniących się w węzłach.
LiścieŁodygowe, naprzeciwległe, siedzące, obejmujące łodygę o blaszce szerokojajowatej, całobrzegiej. Osiągają długość do 8 mm i szerokość do 6 mm.
KwiatyKrótkoszypułkowe, wyrastające pojedynczo z węzłów na podnoszących się końcach pędów. Kielich szeroko lejkowaty, zrosłodziałkowy, na końcu z drobnymi łatkami. Korona kwiatu zrosłopłatkowa, wyraźnie dwuwargowa, o długości do 1,5 cm, jasnofioletowa, liliowa do białawej, z czerwonymi i żółtymi plamkami w gardzieli.
OwoceSzeroko walcowate torebki o długości ok. 6,5 mm.

## Systematyka
Gatunek pierwotnie zaliczany był do szeroko ujmowanego rodzaju kroplik Mimulus.